# The Aurora Project
The Aurora Project ist eine niederländische Progressive-Metal-Band aus Katwijk, die im Jahr 1999 gegründet wurde.

## Geschichte
Die Band wurde im Jahr 1999 gegründet, nachdem die Bandmitglieder schon vorher immer wieder zum Spaß zusammen gespielt hatten. Zusammen entwickelten sie einige Lieder, woraus ihr Debütalbum …Unspoken Words resultierte, das im Jahr 2006 weltweit über das niederländische Label DVS Records erschien. Auf dem Album waren diverse Gastauftritte, sowie ein Chor zu hören. Nach der Veröffentlichung des Albums folgten Auftritte um das Album zu bewerben. So spielte die Band in den Jahren 2005 und 2008 auf dem niederländischen ProgPower Europe, dem niederländischen Symforce, sowie auf dem deutschen Deichbrand Festival. Zudem hielten sie eine Tour durch verschiedene Clubs in den Niederlanden und Belgien zusammen mit Riverside und Vanden Plas. Außerdem spielte sie als Vorband für Pain of Salvation, RPWL und Threshold.
Im Jahr 2008 begab sich die Band ins Studio, um ihr neues Album Shadow Border unter der Leitung von Joost van den Broek aufzunehmen. Die Aufnahmen fanden im niederländischen Excess Studio (Epica, Gorefest) statt. Gemastert wurde das Album von Bob Katz. Shadow Border wurde im Mai 2009 über The Laser’s Edge veröffentlicht.
Im Februar 2013 erschien das Nachfolgewerk Selling the Aggression.

## Stil
Die Band spielt klassischen Progressive Metal, der mit der Musik von Bands wie Nightingale vergleichbar ist.

## Diskografie
- 2006: …Unspoken Words (Album, DVS, Records)
- 2009: Shadow Border (Album, The Laser’s Edge)
- 2013: Selling the Aggression (Album, Freia Music)
- 2016: World of Grey (Album, Freia Music)
- 2025:  Evos1 2 (Album, Bandcamp)